# Вильдберг (Шварцвальд)
Вильдберг (нем. Wildberg) — город в Германии, в земле Баден-Вюртемберг.
Подчинён административному округу Карлсруэ. Входит в состав района Кальв. Население составляет 9889 человек (на 31 декабря 2010 года). Занимает площадь 56,68 км². Официальный код — 08 2 35 080.
Город подразделяется на 5 городских районов: Город ( центр), Эффринген, Шёнброн,Гюльтлинген, Зульц.

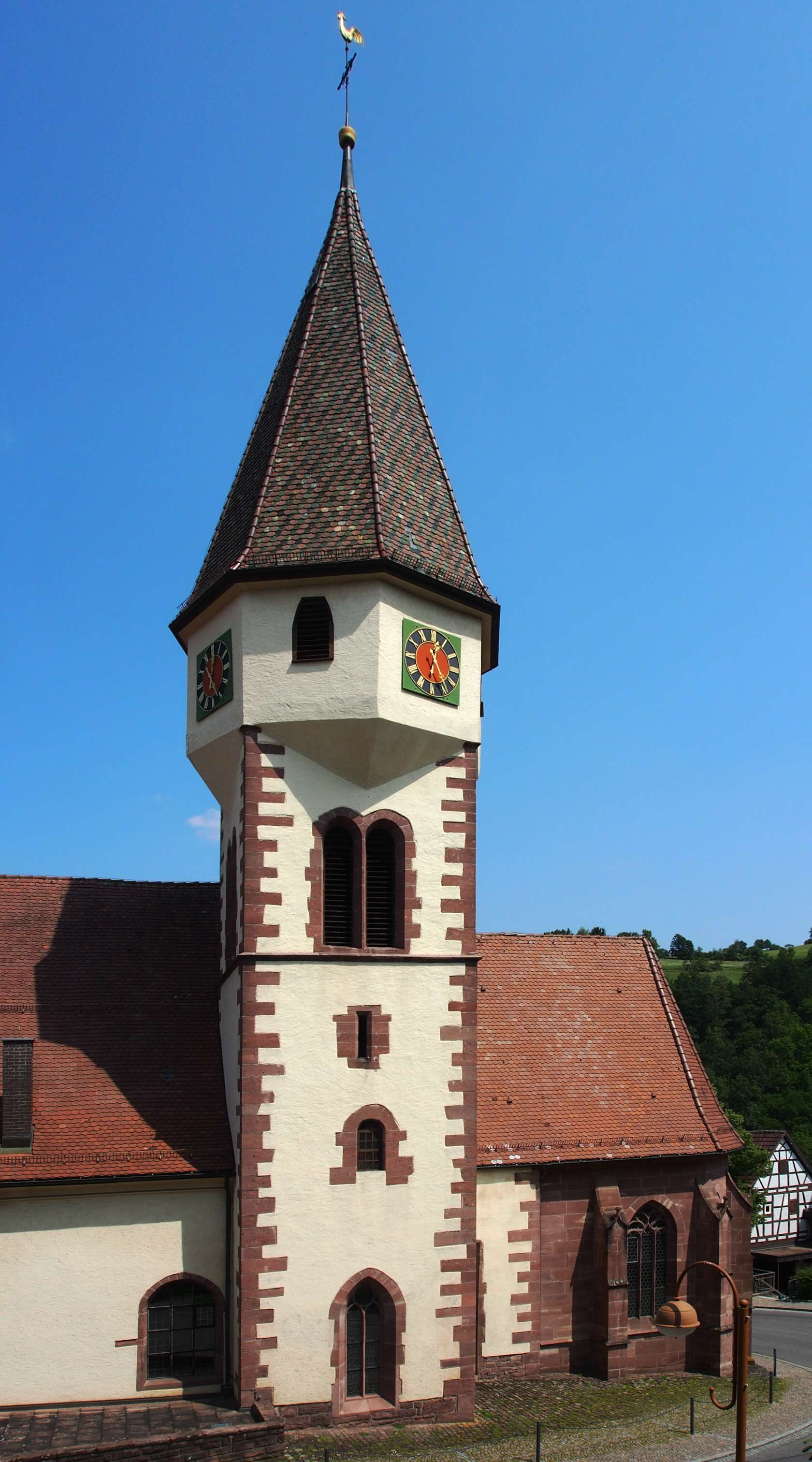
Церкви св. Мартина